# Scott Mann (Regisseur)

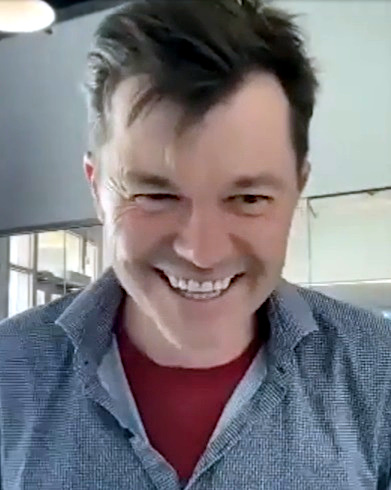
Scott Mann im Jahr 2022

Scott Mann ist ein britischer Filmregisseur, Drehbuchautor und Filmproduzent, der ursprünglich aus Newton Aycliffe, County Durham, stammt und jetzt in Los Angeles lebt.

## Karriere
Mann ist seit Mitte der 1990er im Filmgeschäft tätig. Bevor er Spielfilme drehte, inszenierte Mann mehrere Kurzfilme, wie Chaingangs (2003) und Tug of War (2006) und er war an verschiedenen Fernsehformaten beteiligt. In seinem ersten Spielfilm, The Tournament, einem im Oktober 2009 erschienen Actionfilm, spielen Robert Carlyle, Ving Rhames, Kelly Hu, Ian Somerhalder und Scott Adkins. Manns zweiter Spielfilm, Die Entführung von Bus 657 mit Robert De Niro, Kate Bosworth, Jeffrey Dean Morgan und Dave Bautista in den Hauptrollen, wurde im November 2015 veröffentlicht. 2018 folgte mit  Final Score sein dritter Spielfilm, ebenfalls ein Actionfilm. Im August 2022 wurde sein Film Fall – Fear Reaches New Heights veröffentlicht.

## Filmografie (Auswahl)
Als Regisseur
- 2009: The Tournament
- 2015: Die Entführung von Bus 657 (Heist)
- 2018: Final Score
- 2019: The Oath (Fernsehserie, 3 Episoden)
- 2022: Fall – Fear Reaches New Heights (Fall, auch Drehbuch und Produktion)